# Grojcowianie

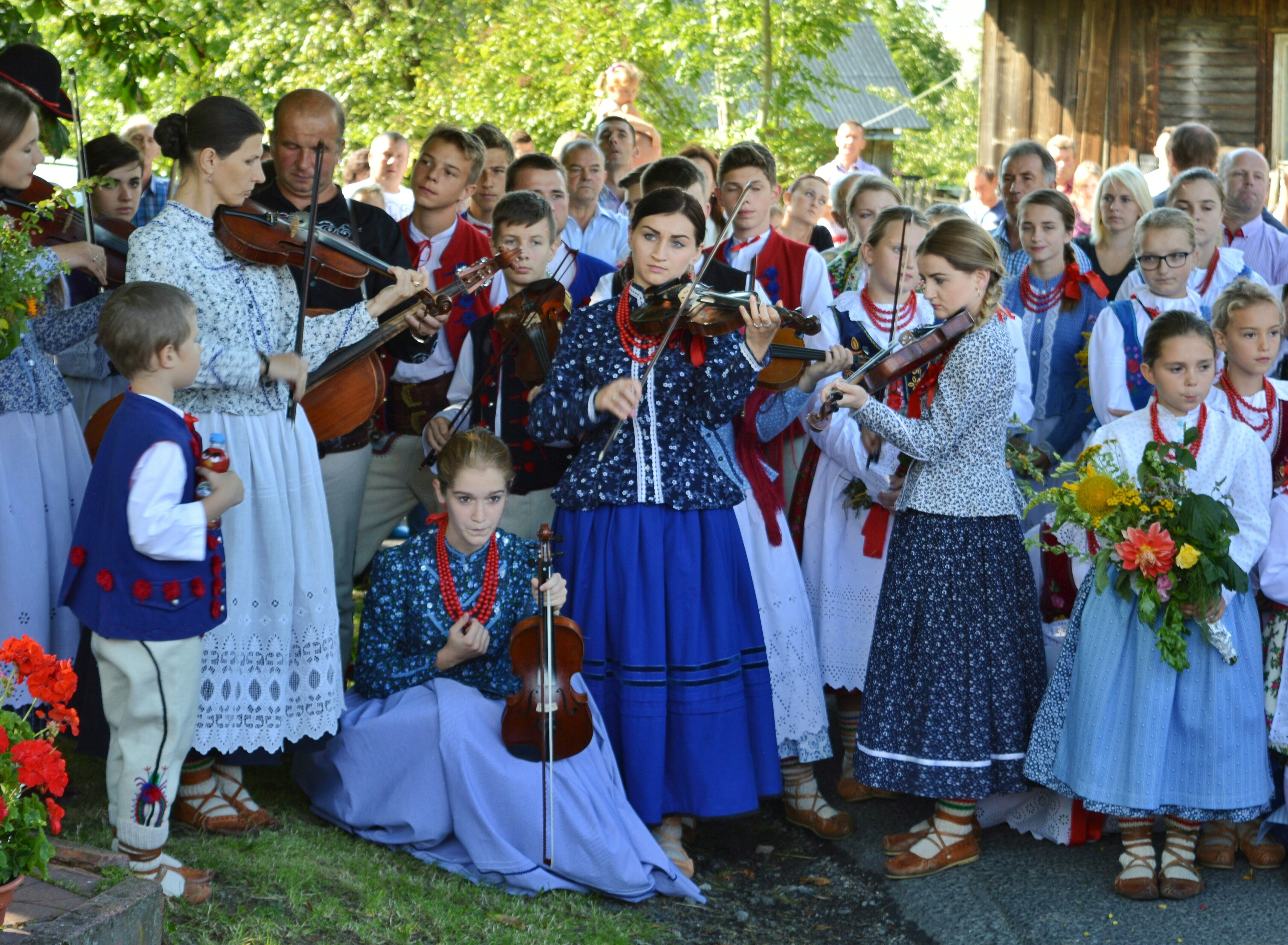
Zespół ,,Grojcowianie” w czasie Mszy świętej w dniu Matki Boskiej Zielnej.

Grojcowianie – to regionalny zespół wykonujący muzykę górali żywieckich z Beskidu Żywieckiego. Pochodzą z Wieprza w gminie Radziechowy-Wieprz. Powstał w 1995 roku i nadal prężnie się rozwija. Bierze udział w licznych festiwalach nie tylko na terenie Polski, ale i poza jej granicami. ,,Grojcowianie” byli obecni m.in. w Turcji, Austrii, Portugalii, Bułgarii, Liwie, Chorwacji, Czechach, Słowacji, Węgrzech, Włoszech i wielu innych. Obecnie istnieją dwie grupy ,,Mali Grojcowianie” (dzieci w wieku od 7 do 13/14 lat) oraz ,,Grojcowianie” (młodzież w wieku od 14 lat wzwyż), a sam zespół liczy około 80 członków. Nie zajmują się tylko odtwórstwem regionalnej muzyki, tworzą również nowe utwory w miejscowej gwarze. Stroje dla zespołu projektuje (według dawnych wzorów) Jadwiga Jurasz.

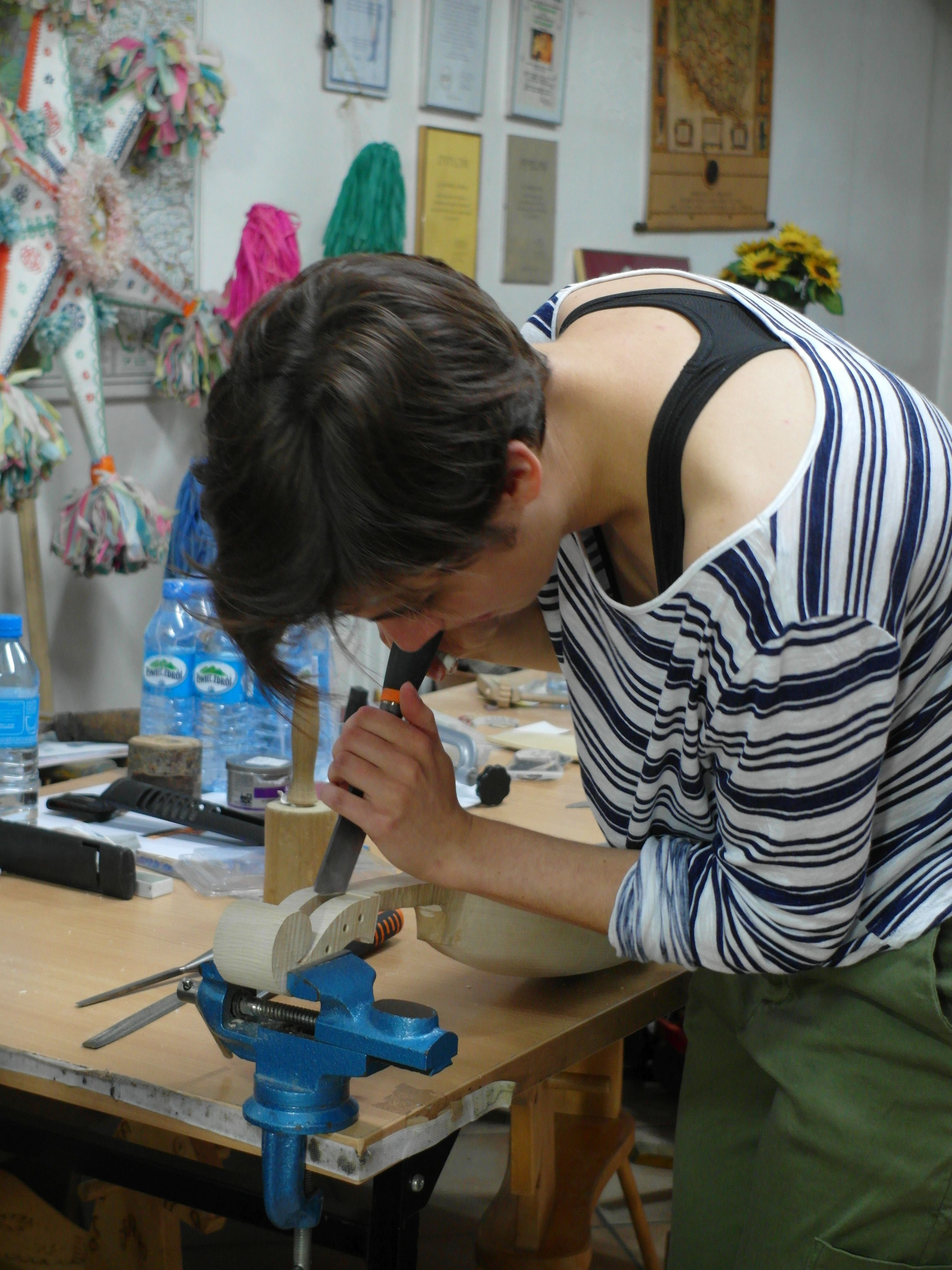
Pracownia instrumentów - pomysłodawczyni projektu ,,Ocalone gęśle”, Sabina Jurasz, przy pracy.

W 2016 roku w ramach projektu ,,Ocalone gęśle” grupa muzyków, w tym także członkowie Grojcowian, zrealizowała rekonstrukcję gęśli żywieckich, czyli skrzypiec żłobionych obecnych dawniej na terenie Beskidu Żywieckiego. Za wzorzec posłużył egzemplarz z kolekcji Muzeum Miejskiego w Żywcu. Warsztaty odbywały się w siedzibie SSK „Grojcowianie” w Brzuśniku i były współfinansowane w ramach programu Instytutu Muzyki i Tańca „Szkoła mistrzów budowy instrumentów ludowych”. Pod kierunkiem mistrza góralskiego lutnictwa, Stanisława Bafii, udało się zbudować 4 instrumenty - ich autorami są: Sabina Jurasz, Marcin Blachura, Kuba Gołdyn i Rafał Bałaś.